# Marcelo Medeiros
Marcelo Parpinelli Medeiros é um jornalista brasileiro.

## Biografia
Começou sua carreira em 1999, como estagiário no Canal de São Paulo, como rádio-escuta, redator e locutor do telejornal Canal News. No ano seguinte, foi trabalhar como repórter na TV PUC-SP, onde também teve experiência como produtor e editor de texto e de imagem.
Em 2001, Marcelo Medeiros participou do Curso Intensivo de Jornalismo Aplicado, do jornal O Estado de S. Paulo, em parceria com a Universidade de Navarra, da Espanha. Nos três meses de curso, fez estágio no Estadão e na Agência Estado.
Teve passagens também pela TV Unifesp, GTEC e Canal do Boi. Em 2005, ganhou o Prêmio ABS de Jornalismo, com a reportagem SOS Vida, exibida no programa Unifesp Notícias.
Desde 2007 é repórter do jornalismo da RedeTV! Em 2009, ganhou o prêmio CET de Jornalismo, da Comissão Europeia de Turismo, com a série de reportagens sobre Salzburgo, na Áustria. Em 2010, foi um dos enviados da RedeTV! para a África do Sul, para a cobertura da Copa do Mundo. 
Em janeiro do mesmo ano, passou a fazer parte do rodízio de apresentadores da emissora, nos telejornais RedeTV!News e Leitura Dinâmica 1a Edição. Também articipou de coberturas internacionais no Haiti (Eleições 2010), Equador e Estados Unidos (5 anos do Furacão Katrina e morte de Osama bin Laden).
Desde setembro de 2011, Marcelo Medeiros atua como correspondente da Rede TV! em Nova York.  Nos Estados Unidos, foi finalista do Prêmio Líbero Badaró 2012, na categoria Cobertura Internacional, pela série de reportagens "Furacão Sandy".  Também cobriu a reeleição e posse do presidente Barack Obama, visita do Papa Francisco, além de ter participado de coberturas na América Latina, Canadá e África do Sul.